# Hannes Damm

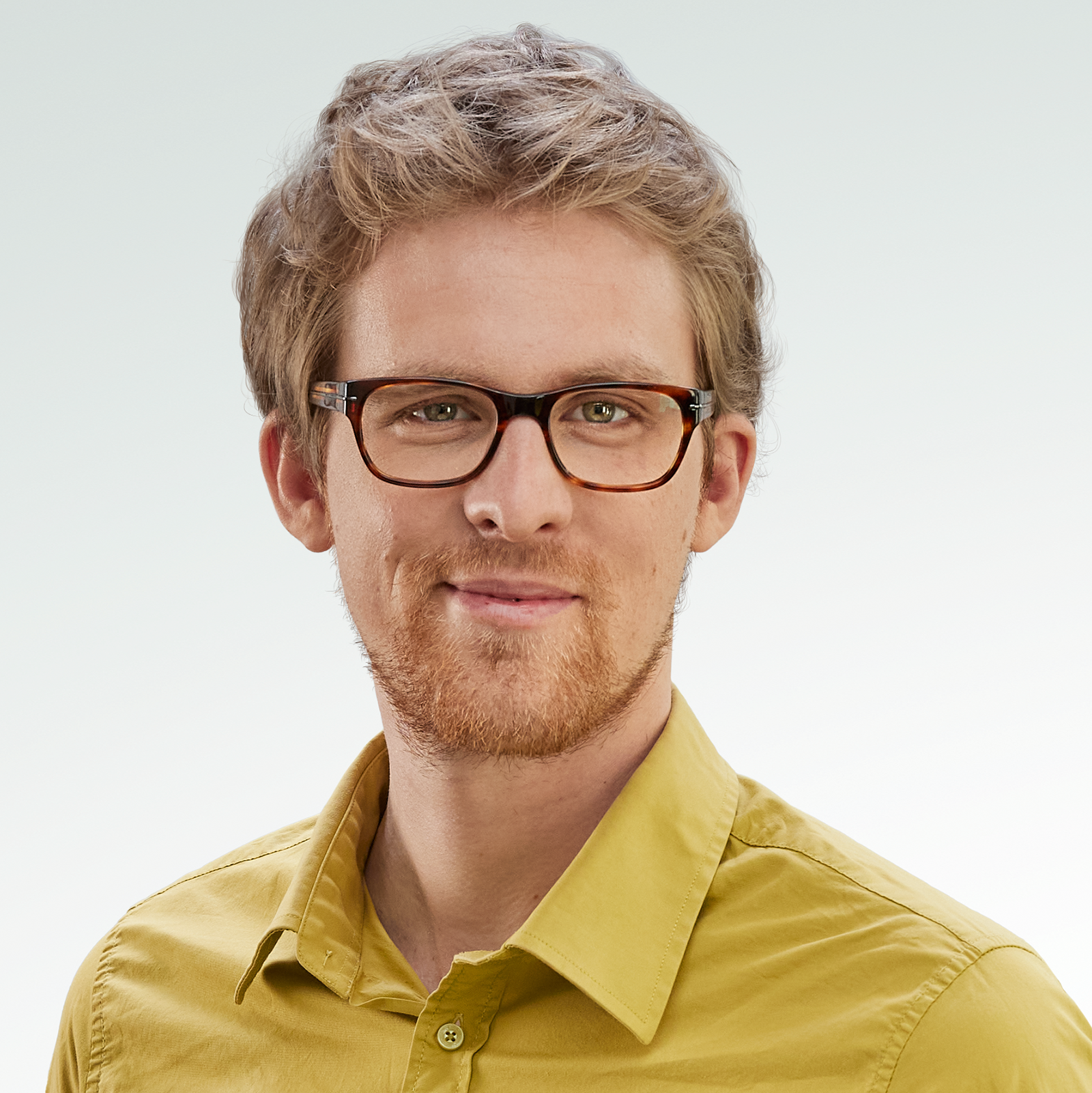
Hannes Damm

Hannes Damm (* 16. Dezember 1991 in Erfurt) ist ein deutscher Politiker von Bündnis 90/Die Grünen in Mecklenburg-Vorpommern. Seit 2021 ist er Abgeordneter des Landtags von Mecklenburg-Vorpommern.

## Politik
Hannes Damm ist seit Oktober 2021 Sprecher der bündnisgrünen Landtagsfraktion Mecklenburg-Vorpommern für Klimapolitik, Energie, Nachhaltiges Bauen und Wohnen, Hochschule und Wissenschaft, Kunst und Kultur, Europa und Europäische Union, Digitalisierung und Sport. Hannes Damm Direktkandidat zur Landtagswahl 2021 im Wahlkreis 1 Greifswald und wurde über den Listenplatz 4 in den Landtag von Mecklenburg-Vorpommern gewählt.
Hannes Damm ist Mitglied im Parlamentarischen Untersuchungsausschuss zur Klimastiftung MV. Dort betreibt er die Aufklärung des Verhaltens der Landesregierung in MV rund um die Gründung der Stiftung Klima- und Umweltschutz MV, zur Pipeline Nord Stream 2, zur Wasserstoffhanse und weiteren Akteurinnern und Akteuren voran. Damm ist stellvertretender Vorsitzender der Enquete-Kommission „Jung sein in MV“. Er ist Mitglied im Klima- und Agrarausschuss und stellvertretendes Mitglied im Wissenschafts- und Europaausschuss, Innenausschuss, Finanzausschuss, Wirtschaftsausschuss und Sozialausschuss. Seit Juni 2023 ist Damm stellvertretender Vorsitzender des Beirats für Kernenergiefragen des Landes Mecklenburg-Vorpommern. Seit April 2024 ist er stellvertretender Fraktionsvorsitzender.
Damm war von 2016 bis 2022 Mitglied im Kreisvorstand als Schatzmeister des Grünen-Kreisverbandes Vorpommern-Greifswald. Von 2010 bis 2015 war Damm durch die Landesregierung Thüringen Mitglied im Thüringer Nachhaltigkeitsbeirat.

## Privates
Damm promoviert seit 2018 als Physiker am Max-Planck-Institut für Plasmaphysik in Greifswald. Er ist Gründungsmitglied von Fridays For Future und Scientists For Future in Greifswald. Damm engagiert sich zudem in der Steuerungsgruppe Klimaneutrale Uni Greifswald 2030.